# Michał Kazimierz Ogiński

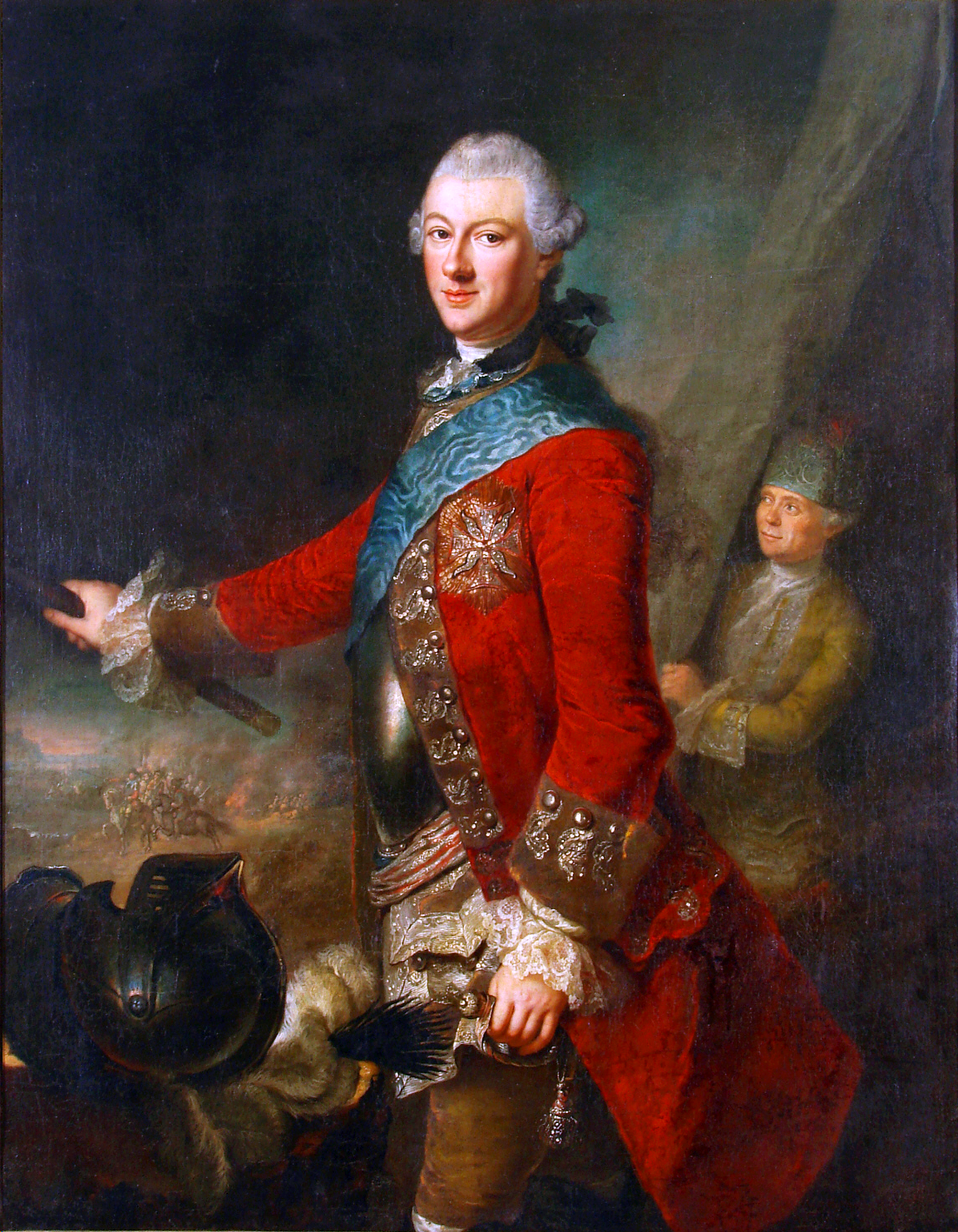
Porträt von Anna Rożyna Lisiewska

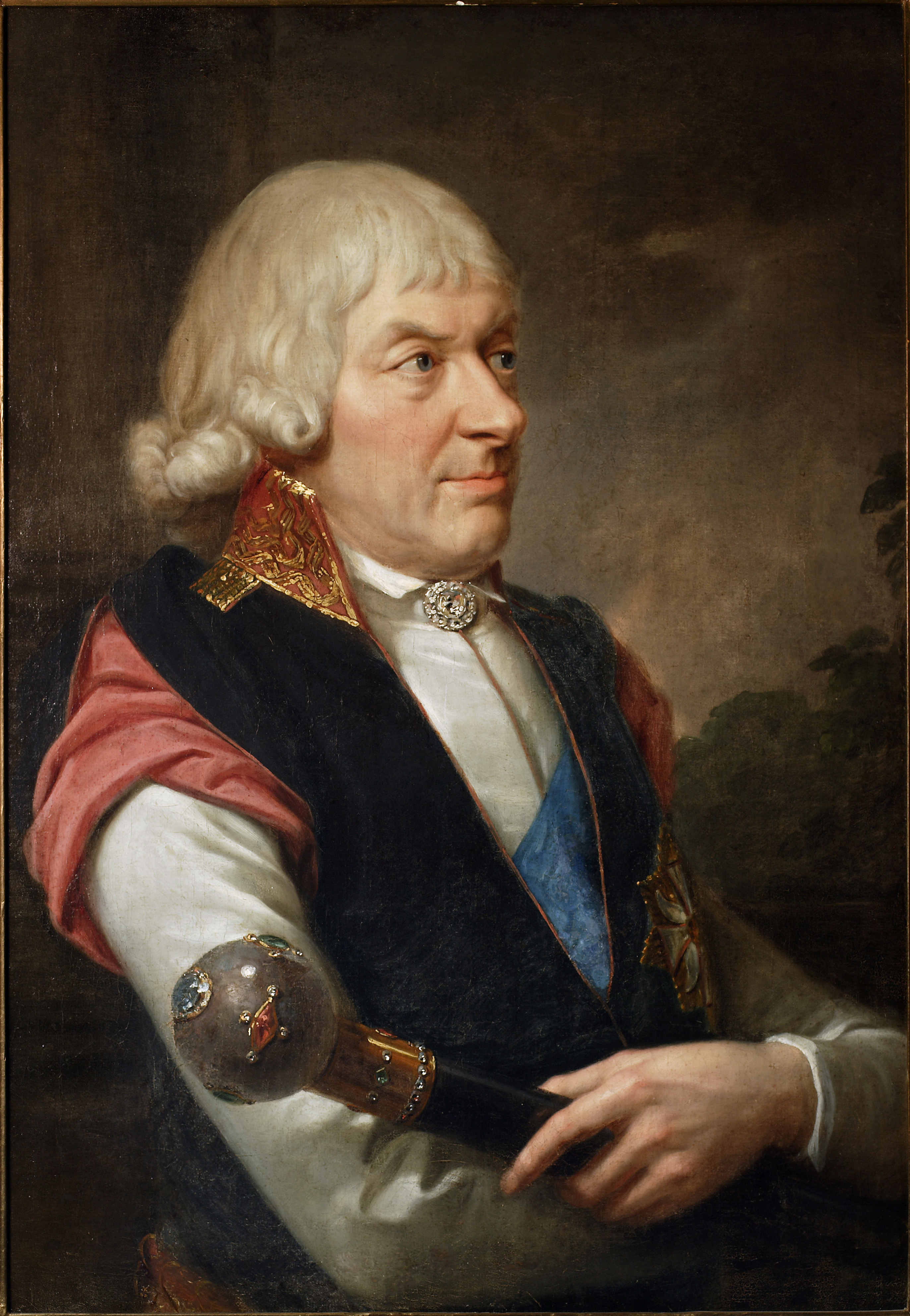
Michał Kazimierz Ogiński, Nationalmuseum Warschau

Michał Kazimierz Ogiński, litauisch Mykolas Kazimieras Oginskis, belarussisch Міхал Казімер Агінскі (* 1731 in Warschau; † 3. Mai 1799 in Slonim) war ein polnisch-litauischer Fürst, Großhetman von Litauen, Förderer der Kunst, Zeichner, Meister auf mehreren Instrumenten und Erfinder des Harfenpedals.
Er gehört zu den sechzehn nichtfranzösischen Autoren der Encyclopédie.

## Leben
Im Jahr 1771 stellte er sich in Litauen an die Spitze der Konföderation von Bar gegen die Russen, wurde aber infolge des für die Polen unglücklichen Kampfes landflüchtig (Teilungen Polens).

1776 zurückgekehrt, begann er auf eigene Kosten den Bau des Ogińskischen Kanals. Während des Vierjährigen Sejms (1788–1791) stand er auf der Seite der Patrioten.

## Familie
Er heiratete 1761 die einzige zu dieser Zeit noch lebende Tochter des Kanzlers Czartoryski.
Ogińskis Schwester Genowefa Brzostowska, genannt „die Seele der Konföderation“,  war Diplomatin und wurde 1770–1772 zusammen mit Bischof Adam Stanisław Krasiński nach Dresden entsandt, um für die Konföderation von Bar zu werben.
Sein Neffe Michał Kleofas Ogiński (1765–1831) war Abgeordneter beim Reichstag, außerordentlicher Gesandter in Holland, Großschatzmeister.

## Werke
Unter dem Pseudonym Słonimski veröffentlichte er erzählende Texte, Libretti, eine Komödie und Lieder.